# Lars-Erik Liljelund
Lars-Erik Liljelund, född 11 mars 1947, är en svensk ämbetsman.

## Biografi
Liljelund var under perioden augusti 2010 till april 2014 verkställande direktör för Miljöstrategiska forskningsstiftelsen Mistra. Han är från maj 2014 associerad till Stockholm Environment Institute. Han var generaldirektör vid Naturvårdsverket 1999–2008 och därefter generaldirektör vid Statsrådsberedningen med samordningsansvar för frågor rörande klimatförändringar och Östersjöns miljö 2008–2010. 
Liljelund disputerade 1977 i ekologisk botanik vid Stockholms universitet. Han har varit naturvårdschef på Svenska Naturskyddsföreningen och också arbetat som lärare och forskare vid Stockholms universitet. Under åren 1994–1998 arbetade han vid Miljödepartementet som kanslichef för Miljövårdsberedningen. Därefter arbetade han på Naturvårdsverket, till en början som direktör för dess naturresursavdelning. 
Åren 1993–1997 var han vice ordförande och ordförande i Arctic Monitoring and Assessment Programme (AMAP), först under Arctic Environmental Protection Strategy (AEPS) och därefter under det Arktiska rådet. Han var ordförande för Europeiska unionens miljömyndighet Europeiska miljöbyrån under åren 2003–2008 och är sedan 2007 medlem av kinesiska regeringens miljörådgivande organ – China Council. Han är sedan 2010 ordförande i Forskningsrådet Formas och sedan 2008 ledamot av ICIMOD styrelse och dess vice ordförande från 2010. Han är sedan 1998 ledamot av Kungliga Skogs- och Lantbruksakademien (KSLA). 
Liljelund var 1969–1971 redaktör för Fältbiologernas tidning Fältbiologen. 